# Tulsi Kumar
Pour les articles homonymes, voir Kumar.
Tulsi Kumar Dua (née en 1986) est une chanteuse de playback indienne.

## Biographie
Tulsi Kumar Dua est la fille de Gulshan Kumar, punjabi, homme d'affaires et fondateur de T-Series, et de sa femme Sudesh Kumari. Elle a deux frères et sœurs, Khushali Kumar et Bhushan Kumar. Divya Khosla Kumar est la belle-sœur de Tulsi. En 2015, elle épouse l'homme d'affaires Bijay Bhattarai au Népal, leur fils naît en 2017.
En 2009, sort son premier album Love ho Jaaye. Parallèlement à l'album, Kumar réalise un clip vidéo pour la chanson titre. Elle chante Mujhe Teri pour le film Paathshaala et Tum Jo Aaye pour le film Once Upon a Time in Mumbaai.
Elle interprète la chanson Mainu Ishq Da Lagya Rog en 2015 ; sa sœur Khushali fait ses débuts à l'écran dans le clip. Il s'agit d'une version recréée de la chanson originale du film Dil Hai Ke Manta Nahin.
En 2020, pendant le confinement du COVID-19, elle sort plusieurs collaborations avec Darshan Raval pour Tere Naal et Millind Gaba pour Naam. Son single Tanhaai présenté sur la chaîne YouTube officielle de T-Series fait plus de 11 millions de vues sur YouTube.
En 2021, Kumar sort le single Pehle Pyaar Ka Pehla Gham, un duo avec Jubin Nautiyal. Le clip présente Parth Samthaan et sa sœur Khushali. En février 2021, elle sort une nouvelle chanson avec Nautyal Main Jis Din Bhula Doon qui met en vedette Himansh Kohli et Sneha Namanandi. Plus tard, elle sort Is Qadar avec Darshan Raval, ils jouent tous les deux dans le clip.
Le 30 juin 2021, la saison 3 d'Amazon Prime Mixtape de Kumar et Nautiyal paraît.

## Distinctions
Kumar remporte plusieurs distinctions, dont un International Indian Film Academy Award de la meilleure chanteuse de playback et un Mirchi Music Award, le Listener's Choice Song of the Year, en 2017 pour la chanson Soch Na Sake, chanson du film Airlift.
Elle est également nommée comme meilleure chanteuse de Playback aux International Indian Film Academy Awards en 2010 et en 2019.